# Pearsonia grandifolia
Pearsonia grandifolia là một loài thực vật có hoa trong họ Đậu. Loài này được (Bolus) Polhill miêu tả khoa học đầu tiên.